# آيت شعيب (الصباحات)
آيت شعيب هو دُوَّار يقع بجماعة مسكالة، إقليم الصويرة، جهة مراكش آسفي في المملكة المغربية. ينتمي الدوّار لمشيخة الصباحات التي تضم 4 دواوير. يقدر عدد سكانه بـ 439 نسمة حسب الإحصاء الرسمي للسكان والسكنى لسنة 2004.

## وصلات خارجية
- البوابة الوطنية للجماعات الترابية
- المندوبية السامية للتخطيط